# Young Scientist Challenge
Young Scientist Challenge (wł. Discovery Education 3M Young Scientist Challenge a dawniej także Discovery Channel Young Scientist Challenge) – naukowy turniej inwentorski w USA dla młodzieży w wieku 11–15 lat. Organizowany przez Discovery Education i 3M. Celem konkursu jest zachęcenie młodzieży do badań naukowych. Pierwsza edycja odbyła się w 1999 roku z inicjatywy Discovery.
Uczestnicy muszą zaprezentować swój wynalazek lub projekt doświadczenia z dziedziny chemii, fizyki czy techniki. Oddzielnie oceniane są doświadczenia z mniejszych dziedzin ścisłych.

## Zasady konkursu

### Zasady konkursu w latach 1999–2007
Uczestnik by dostać się do półfinału musi wypełnić odpowiedni wniosek i wraz ze swoim esejem wysłać do komisji. Spośród wszystkich zgłoszeń komisja wybiera 400 kandydatów którzy wezmą udział w półfinale odbywającym się w lipcu. Spośród tych 400 komisja wyłoni finałową czterdziestkę.
Finał odbywa się w Waszyngtonie, zawsze w październiku. W pierwszej części następuje publiczna prezentacja swoich badań. Na tym etapie nie jest oceniana inwencja czy wartość naukowa, a umiejętność prezentacji swojego dzieła. W drugim etapie następuje naukowa ocena badań, a także umiejętności wykonywania różnych eksperymentów zarówno pojedynczo, jak i w grupie.
Punkty dzielone są następująco: 20% za prezentacje w półfinale, 10% głosy oddane przez publiczność, 15% dodatkowe eksperymenty i 5% za pracę zespołową. Druga połowa to komisyjna ocena eksperymentu. Po zsumowaniu punktów przyznawane są nagrody:
- 20.000$ za pierwsze miejsce
- 10.000$ za drugie miejsce
- 5.000$ za trzecie miejsce
- 500$ za miejsca od 4 do 40

### Nowe zasady konkursu
Od 2008 roku obowiązują nowe zasady. By zakwalifikować się do konkursu kandydat musi przesłać do komisji ok. 2 minutowe nagranie wideo. Filmy mają wykazać umiejętności komunikacyjne, inwencję, wiedzę i kreatywność. Film ma przedstawiać autorskie doświadczenie dotyczące jednego z następujących tematów:
1. Zademonstrować i wyjaśnić Efekt Dopplera.
2. Wykazać cechy paraboli, paraboloidy lub parabolicznego lustra.
3. Wyjaśnić i wykazać czemu niebo jest niebieskie.
4. Wyjaśnić lub wykazać cechy toru orbitalnego w przestrzeni.
5. Zademonstrować w nowatorski sposób jak pole magnetyczne wokół przewodu elektrycznego lub magnesu może być wykorzystane w życiu codziennym.
6. Wyjaśnić i wykazać Równanie Bernoulliego lub zwężki Venturiego.

Procentowa liczba punktów jest dzielona następująco:
1. Kreatywność (20%)
2. Wyjaśnienie tematu (30%)
3. Komunikatywność (10%)
4. Wartość naukowa (10%)
5. Ogólna prezentacja (30%)

Spośród tych filmów komisja wybiera 51, po jednym z każdego stanu + Dystrykt Kolumbii. Przechodzą one do półfinału. Do finału przechodzi 10 uczestników. Sam finał opiera się na podobnych zasadach co w latach wcześniejszych. Nagrodą główną jest 50.000$ a nagroda za miejsca 2-10 to 1000$.